# Heinrich von Achenbach
Heinrich von Achenbach, ursprungligen Aschenbach, född 23 november 1829 i Saarbrücken, död 19 juli 1899 i Potsdam, var en preussisk statsman.
Achenbach blev överbergsråd i Bonn 1860, grundade Zeitschrift für Bergrecht samma år, och deltog vid bildandet av det frikonservativa partiet. Han var 1873-78 minister för handel, näringar och offentliga arbeten och kom ofta i järnvägsfrågor att ha en från Otto von Bismarck avvikande mening. År 1878 blev han överpresident i Västpreussen, 1879 i provinsen Brandenburg och var 1885 prins Wilhelms lärare i statsförvaltning. Achenbach utgav flera viktiga arbeten i bergs- och finansrätt.